# Einwohnerwehr
Einwohnerwehr (oversat: indbyggerværn) var paramilitære grupper, som efter 1. verdenskrig blev dannet i Tyskland, fortrins i det monarkistisk-konservative Bayern.
Det var selvforsvarsorganisationer, som vel nærmest kan sammenlignes med borgermilitser. De så deres opgave i at forsvare status quo i Bayern og dens monarkistiske strukturer, samt i bekæmpelse af den venstreorienterede rigsregering i Berlin. Som mange anti-bolsjevikiske organisationer blev de finansieret af Antibolsjevismefonden. Efter det mislykkede Kappkuppet den 13. marts 1920, sluttede mange kupmagerne og Freikorps sig til de forskellige Einwohnerwehr, hvor de håbede på senere at kunne vende tilbage til monarkiet og styrte rigsregeringen. 
Sejrsmagterne krævede imidlertid en fuldstændig afmilitarisering af Tyskland, herunder også opløsning af "Einwohnerwehr"-grupperne. Rigsregeringen opfyldte dette krav, omend Bayern strittede imod. Gustav Ritter von Kahr, der dengang stadig var Bayerns ministerpræsident, og holdt mere med Einwohnerwehr end med parlamentet, afviste opløsningsopdringen. Kahr var en overbevist monarkist, som dybt foragtede marxismen og ikke mindst kommunismen i Bayern. Han ønskede sig de gamle tider under Bismarck tilbage og drømte om et bayersk kongerige. Hans vigtigste støtter var kronprinsen og andre monarkistiske konservative, foruden højreorienterede organisationer såsom Bayerische Heimat- und Königsbund (BHKB). Som forsvar mod den bolsjevikiske fare anså han "Einwohnerwehr" som uundværligt. For at undgå større konflikter med Frankrig, vedtog rigsregeringen den 22. marts 1921 en afvæbningslov, som Bayern kun tøvende indordnede sig under. Først efter Londonultimatummet og efter kraftige appeller fra Berlin fulgte Bayern til sidst loven.